# Pierre Massenet (ingénieur)
Pour les articles homonymes, voir Massenet.
Pierre Massenet, né le 26 juin 1900 à Rochefort (Charente-Maritime) et mort le 18 novembre 1969 à Neuilly-sur-Seine (Hauts-de-Seine), est un ingénieur et haut fonctionnaire français,.

## Carrière
Pierre Massenet est le fils du général Emmanuel Massenet et de Blanche Belenfant.

### Ingénieur aéronautique
Diplômé de l'École nationale supérieure de l'aéronautique (Supaéro), il est le fondateur du Club aéronautique universitaire (CAU) puis, en 1930, de l'Association pour la valorisation de l’industrie aéronautique (Avia), un organisme privé français dont le but est de promouvoir le vol à voile en France et d’encourager la création de planeurs. Outre l’organisation de manifestations diverses, comme le concours vélivole de la Banne d'Ordanche, Avia se dote d’un bureau d’études dirigé par l’ingénieur Raymond Jarlaud, assisté par le pilote Éric Nessler, Roger Cartier et Max Gasnier. Entre 1930 et 1935, Avia a produit neuf modèles de planeurs différents qui ont été construits soit chez des sous-traitants soit par les clubs.

### Haut fonctionnaire
- Administrateur de la ville de Marseille à la libération de la France de 1944 à 1946
- Préfet du Rhône de 1949 à 1957
- Secrétaire général du ministère de l'Intérieur de 1957 à 1959
- Président de la Régie autonome des transports parisiens (RATP) de 1959 à 1964
- Conseiller d'État de 1964 à 1969[4]

## Ouvrages
- Gouvernement des hommes (1959)

## Distinctions
- Commandeur de la Légion d'honneur
- Médaille de la Résistance française
- Médaille présidentielle de la Liberté (USA)

## Hommages
Lors des journées européennes du patrimoine, le 18 septembre 2016, une plaque a été apposée par la municipalité d'Hénonville sur la façade de la maison du 8 rue Talon où il a habité.